# Neothoa chiloensis
Neothoa chiloensis is een mosdiertjessoort uit de familie van de Hippothoidae. De wetenschappelijke naam van de soort is, als Celleporella (Neothoa) chiloensis, voor het eerst geldig gepubliceerd in 1982 door Moyano.